# 形式的冪級数
数学において、形式的冪級数（けいしきてきべききゅうすう、英: formal power series）とは、（形式的）多項式の一般化であり、多項式が有限個の項しか持たないのに対し、形式的冪級数は項が有限個でなくてもよい。例えば、（X を不定元として）
{\displaystyle \sum _{n=0}^{\infty }X^{n}=1+X+X^{2}+X^{3}+\dotsb +X^{n}+\dotsb }
は（多項式ではない）冪級数である。

## 定義
A を可換とは限らない環とする。A に係数をもち X を変数（不定元）とする（一変数）形式的冪級数 (formal power series) とは、各 ai (i = 0, 1, 2, …) を A の元として、
{\displaystyle \sum _{n=0}^{\infty }a_{n}X^{n}=a_{0}+a_{1}X+a_{2}X^{2}+\dotsb }
の形をしたものである。ある m が存在して n ≥ m のとき an = 0 となるようなものは多項式と見なすことができる。
形式的冪級数全体からなる集合 A[[X]] に和と積を定義して環の構造を与えることができ、これを形式的冪級数環という。和と積の定義は以下のようにする。
{\displaystyle {\begin{aligned}\sum _{n=0}^{\infty }a_{n}X^{n}+\sum _{n=0}^{\infty }b_{n}X^{n}&:=\sum _{n=0}^{\infty }(a_{n}+b_{n})X^{n}\\\left(\sum _{n=0}^{\infty }a_{n}X^{n}\right)\cdot \left(\sum _{n=0}^{\infty }b_{n}X^{n}\right)&:=\sum _{n=0}^{\infty }\left(\sum _{k=0}^{n}a_{k}b_{n-k}\right)X^{n}\end{aligned}}}
すなわち和と積は形式的に定義し、環の元と不定元は可換であるとする。

### より形式的な定義
ℕ を非負整数全体の集合とし、配置集合 Aℕ すなわち ℕ から A への関数（A に値を持つ数列）全体を考える。この集合に対し
{\displaystyle {\begin{aligned}(a_{n})_{n\in \mathbb {N} }+(b_{n})_{n\in \mathbb {N} }&:=(a_{n}+b_{n})_{n\in \mathbb {N} }\\(a_{n})_{n\in \mathbb {N} }\cdot (b_{n})_{n\in \mathbb {N} }&:=\left(\sum _{k=0}^{n}a_{k}b_{n-k}\right)_{n\in \mathbb {N} }\end{aligned}}}
によって演算を定めると、Aℕ は環になることが確かめられる。これが形式的冪級数環 A[[X]] である。
ここでの (an) は上の ∑
anXn と対応する。

### 合成
定数項が 0 の形式的冪級数は、別の冪級数に代入することができる。すなわち、{\textstyle f(X):=\sum _{n=0}^{\infty }a_{n}X^{n},\;g(X):=\sum _{m=1}^{\infty }b_{m}X^{m}} とすると、(g(X))n は n − 1 次以下の項をもたないので、合成
{\displaystyle f(g(X))=\sum _{n=0}^{\infty }a_{n}\{g(X)\}^{n}}
が意味をもつ。例えば
{\displaystyle \exp(\log(1+t))=1+t}
は形式的冪級数としても正しい等式である。

## 性質
以下では A を単位元をもつ可換環とし、{\textstyle f=\sum _{n=0}^{\infty }a_{n}X^{n}\in A[[X]]} とする。
- f が A[[X]] の単元であることと a0 が A の単元であることは同値である。
- f が冪零であれば、すべての an は冪零である。逆は一般には成り立たないが、A がネーター環であれば成り立つ。
- A がネーター環であれば、A[[X]] もネーター環である。
- A が整域であれば、A[[X]] も整域である。
- f が A[[X]] のジャコブソン根基に属することと、a0 が A のジャコブソン根基に属することは同値である。

## 形式微分
{\textstyle f=\sum _{n=0}^{\infty }a_{n}X^{n}} に対し、{\textstyle f':=\sum _{n=1}^{\infty }n\cdot a_{n}X^{n-1}} を f の形式微分という。a, b ∈ A, f, g ∈ A[[X]] に対し、(af + bg)′ = af′ + bg′, (fg)′ = f′g + fg′ などが成り立つ。
これは（複素あるいは実の）収束冪級数と考えると項別微分に相当するものである。

## 一般化

### 形式的ローラン級数
有限個の負冪も許したものは形式的ローラン級数と呼ばれる。正確には次の形のものである。N を自然数、各 an を可換環 A の元として、
{\displaystyle \sum _{n=-N}^{\infty }a_{n}X^{n}}.
このような元全体は環をなし、形式的ローラン級数環といい、A((X)) と表記する。とくに A が体 k であるとき、k((X)) も体であり、これは k[[X]] の商体でもある。

### 多変数の形式的冪級数
任意の個数（無限個でもよい）の不定元をもった形式的冪級数を定義することができる。Λ が添え字集合であり XΛ を λ ∈ Λ に対し不定元 Xλ 全体の集合とすれば、単項式 Xα は XΛ の元の任意の有限個の（重複を許した）積である。係数を環 A にもつ XΛ の形式的冪級数は単項式 Xα の集合から対応する係数 cα への任意の写像によって決定され、{\textstyle \sum _{\alpha }c_{\alpha }X^{\alpha }} と表記される。すべてのそのような形式的冪級数からなる集合を A[[XΛ]] と表記し、以下のように環の構造を与える。
{\displaystyle \left(\sum _{\alpha }c_{\alpha }X^{\alpha }\right)+\left(\sum _{\alpha }d_{\alpha }X^{\alpha }\right):=\sum _{\alpha }(c_{\alpha }+d_{\alpha })X^{\alpha }}
および
{\displaystyle \left(\sum _{\alpha }c_{\alpha }X^{\alpha }\right)\times \left(\sum _{\alpha }d_{\alpha }X^{\alpha }\right):=\sum _{\alpha ,\beta }c_{\alpha }d_{\beta }X^{\alpha +\beta }}
一変数の場合と同様に、A[XI] ⊂ A[[XI]] である。
Λ ≔ {1, 2, …, n} の場合には、A[[XΛ]] = A[[X1, X2, …, Xn]] とも書かれる。A[[X1, …, Xn]] = A[[X1, …, Xn-1]] [[Xn]] である。

#### 性質
- 多項式とは異なり、一般には、「代入」は意味を持たない。無限個の和が出てきてしまうからである。

しかし、例えば次のようなときには意味を持つ。可換環 A はイデアル I による I 進距離で完備であるとする。このとき {\displaystyle a_{1},\dots ,a_{n}\in I} であれば、{\textstyle \sum _{\alpha }c_{\alpha }X^{\alpha }\in A[[X_{1},\dots ,X_{n}]]} の {\displaystyle X_{1},\dots ,X_{n}} に {\displaystyle a_{1},\dots ,a_{n}} を代入したものは収束する。
- ネーター環 A 上の多項式環 B ≔ A[X1, …, Xn] の、{\textstyle {\mathfrak {m}}=(X_{1},\dots ,X_{n})} による完備化は、A[[X1, …, Xn]] と同型である。これは {\textstyle B_{\mathfrak {m}}} の {\textstyle {\mathfrak {m}}B_{\mathfrak {m}}} 進位相による完備化とも同型である。
- A がネーター環であれば、C ≔ A[[X1, …, Xn]] もネーター環であり、A が整域であれば C も整域である。A が体であれば、C は正則局所環 である。